# Matthew McNulty
Michael Anthony McNulty, es un actor británico conocido por sus participaciones en televisión.

## Biografía
Michael se cambió su nombre a Matthew para poder unirse a la unión de actores "Equity", debido a que ya había una persona registrada con el nombre de Michael McNulty.
Michael está casado con Katie McNulty, la pareja tiene dos hijos.

## Carrera
En el 2006 se unió al elenco de la miniserie See No Evil: The Moors Murders donde dio vida a David Smith, el esposo de Maureen Hindley-Smith (Joanne Froggatt). La miniserie estuvo basada en la historia real de los "Asesinatos Moors" cometidos durante la década de 1960 por los asesinos Myra Hindley e Ian Brady.
En el 2007 se unió al elenco de la película The Mark of Cain donde interpretó al soldado Shane Gulliver.
En el 2008 interpretó al director de cine español-mexicano Luis Buñuel en la película Little Ashes. También dio vida a Vincent "Vin" Carter y a Taylor Carter en la serie Honest.
Ese mismo año se unió al elenco de la película The Shooting of Thomas Hurndall donde interpretó al británico Thomas "Tom" Hurndall, un estudiante de fotoperiodismo. La película cuenta la verdadera historia de una familia que lucha por descubrir lo que le pasó a su joven hijo Tom, luego de que fuera asesinado a tiros por el sargento Taysir Hayb, un francotirador de las Fuerzas de Defensa de Israel en Gaza mientras intentaba poner a niños palestinos a salvo.
En el 2009 apareció en la serie Cranford donde dio vida a Edward Bell, el hermano mayor de Peggy Bell (Jodie Whittaker).
Ese mismo año se unió al elenco de la serie Unforgiven donde interpretó a Steve Whelan, un joven que junto a su hermano Kieran Whelan, comienzan a planear la venganza en contra de Ruth Slater una joven que había matado a su padre, un oficial de la policía, luego de enterarse de que había sido puesta en libertad.
En el 2010 se unió al elenco principal de la segunda temporada de la serie Misfits donde interpretó a Seth, un traficante de drogas que obtiene la habilidad de canalizar poderes, absorbiéndolos y traspasándolos, aunque es incapaz de usarlos hasta la cuarta temporada en el 2012 luego de que su personaje decidiera quedarse en África con Kelly Bailey.
Ese mismo año apareció como invitado en un episodio de la serie Law & Order: UK donde interpretó a Joe Nash, un joven que se vuelve en el principal sospechoso de la policía cuando su prometida embarazada Alice es encontrada muerta, cuando Joe es arrestado se descubre que su verdadero nombre es Billy Wells, cuya identidad había sido cambiada por el Ministerio del Interior luego de que asesinara de su maestra cuando tenía apenas once años. Finalmente se descubre que el verdadero asesino de Alice era Daniela Renzo (Nicola Walker) la psiquiatra de Billy, quien estaba celosa de Alice.
En el 2012 se unió al elenco principal de la serie The Paradise donde interpretó a Dudley, un asistente de negocios de John Moray (Emun Elliott), hasta el final en el 2013.
Ese mismo año se unió al elenco principal de la primera temporada de la serie The Syndicate donde dio vida a Stuart Bradley.
En el 2013 se unió al elenco principal de la miniserie The Mill donde interpreta al mecánico Daniel Bate, hasta ahora.
Ese mismo año apareció en la película para la televisión Our Girl donde interpretó al soldado Geddings.
En el 2014 se unió al elenco principal de la miniserie Jamaica Inn donde interpretó al encantador Jem Merlyn, el hermano de Joss Merlyn (Sean Harris).
En el 2016 se unió al elenco principal de la tercera temporada de la serie The Musketeers donde dio vida a Lucien Grimaud, un ambicioso y cruel criminal que busca asesinar a los mosqueteros, hasta el final de la tercera temporada en el 2016 después de que su personaje muriera durante un enfrentamiento con los mosqueteros.
El 5 de diciembre del mismo año se anunció que Matthew se había unido al elenco principal de la serie The Terror donde dará vida al teniente "Little", uno de los miembros a bordo del HMS Terror. La serie se espera sea estrenada en el 2017.

## Filmografía

### Series de televisión
| Año             | Título                         | Personaje                  | Notas                                    |
| --------------- | ------------------------------ | -------------------------- | ---------------------------------------- |
| 2022            | Anne                           | Andy Burnham               | 2 episodios                              |
| 2022            | The Rising                     | Tom                        | 8 episodios                              |
| 2020            | Doctor Who                     | Adam Lang                  | episodio "Praxeus"                       |
| 2017 - presente | The Terror                     | Little                     | 4 episodios                              |
| 2016            | The Musketeers                 | Lucien Grimaud             | 10 episodios                             |
| 2013 - 2014     | The Mill                       | Daniel Bate                | 10 episodios - miniserie                 |
| 2015            | Black Work                     | Det. Jack Clark            | 3 episodios - miniserie                  |
| 2014            | Jamaica Inn                    | Jem Merlyn                 | 3 episodios - miniserie                  |
| 2012 - 2013     | The Paradise                   | Dudley                     | 16 episodios                             |
| 2013            | Agatha Christie's Poirot       | Mayor Allerton             | episodio "Curtain: Poirot's Last Case"   |
| 2010 - 2012     | Misfits                        | Seth                       | 11 episodios                             |
| 2012            | Room at the Top                | Joe Lampton                | 2 episodios                              |
| 2012            | Silk                           | Capn. Ed Ryan              | episodio # 2.2                           |
| 2012            | The Syndicate                  | Stuart Bradley             | 5 episodios                              |
| 2011            | Silent Witness                 | Sgto. Craig Whitehead      | 2 episodios                              |
| 2010            | Single-Handed                  | Brian Doyle                | 6 episodios                              |
| 2010            | Garrow's Law                   | David Jasker               | episodio # 2.2                           |
| 2010            | Law & Order: UK                | Joe Nash / Billy Wells     | episodio "ID"                            |
| 2009 - 2010     | Lark Rise to Candleford        | Fisher Bloom               | 5 episodios                              |
| 2010            | Five Days                      | Danny Preston              | 5 episodios                              |
| 2009            | Cranford                       | Edward Bell                | 2 episodios                              |
| 2009            | Inspector George Gently        | Harry Carson               | episodio "Gently with the Innocents"     |
| 2009            | Unforgiven                     | Steve Whelan               | 3 episodios                              |
| 2008            | Honest                         | Vin Carter / Taylor Carter | 6 episodios                              |
| 2007            | The Royal                      | Stan                       | 3 episodios                              |
| 2007            | True Dare Kiss                 | Arlo                       | 2 episodios                              |
| 2007            | Holby City                     | Rob Gibson                 | 2 episodios                              |
| 2006            | Doctors                        | Pez Green                  | episodio "Confidence"                    |
| 2006            | See No Evil: The Moors Murders | David Smith                | 2 episodios - miniserie                  |
| 2006            | Shameless                      | Trev                       | episodio # 3.2                           |
| 2004            | Outlaws                        | Dwayne Alsop               | episodio "The Decline of English Murder" |
| 2003            | Sweet Medicine                 | Sam                        | episodio # 1.7                           |
| 2001            | Emmerdale Farm                 | Dominic Skelton            | episodio # 1.2822                        |

### Películas
| Año  | Título                          | Personaje       | Notas                                                                                             |
| ---- | ------------------------------- | --------------- | ------------------------------------------------------------------------------------------------- |
| 2013 | Our Girl                        | Cpl. Geddings   | junto a Lacey Turner, Mimi Keene, Paul Fox, Daniel Black & Sean Gallagher                         |
| 2012 | The Knot                        | Jeremy          | junto a Mena Suvari, Talulah Riley & Noel Clarke                                                  |
| 2012 | Wartime Wanderers               | Ray Westwood    | junto a Jonathan Pryce, Bradley Walsh & Sean Maguire                                              |
| 2012 | Spike Island                    | Ste             | junto a Emilia Clarke, Rob James-Collier, Nico Mirallegro & Lesley Manville                       |
| 2009 | The Messengers 2: The Scarecrow | Sheriff Milton  | junto a Norman Reedus, Claire Holt, Heather Stephens, Michael McCoy, Erbi Ago & Richard Riehle    |
| 2009 | Looking for Eric                | Eric (de joven) | junto a Steve Evets, Éric Cantona, Stephanie Bishop, Gerard Kearns, Stefan Gumbs & Lucy-Jo Hudson |
| 2008 | The Shooting of Thomas Hurndall | Tom Hurndall    | junto a Stephen Dillane, Kerry Fox, Tom McKay & Harry Treadaway                                   |
| 2008 | Little Ashes                    | Luis Buñuel     | junto a Javier Beltrán, Robert Pattinson, Marina Gatell & Arly Jover                              |
| 2007 | The Mark of Cain                | Shane Gulliver  | junto a Gerard Kearns, Naomi Bentley, Elliot Cowan, Brendan Coyle, Shaun Dingwall & Leo Gregory   |

### Teatro
| Año | Obra                         | Personaje     | Notas |
| --- | ---------------------------- | ------------- | ----- |
| -   | Sexual Perversity in Chicago | Danny Shapiro | -     |
| -   | TAttempts on Her Life        | -             | -     |
| -   | The Tempest                  | Ferdinand     | -     |
| -   | The Mikado                   | Ko-Ko         | -     |
| -   | Jesus Christ Superstar       | Peter         | -     |
| -   | The Bedbug                   | Prysipkin     | -     |
| -   | Grease                       | Sonny         | -     |

## Premios y nominaciones
| Año  | Categoría                                       | Premio             | Película         | Resultado |
| ---- | ----------------------------------------------- | ------------------ | ---------------- | --------- |
| 2008 | Television Films - Best Performance by an Actor | Golden Nymph Award | The Mark of Cain | Nominado  |